# Fairchild (Wisconsin)
Fairchild é uma vila localizada no estado norte-americano de Wisconsin, no Condado de Eau Claire.

## Demografia
Segundo o censo norte-americano de 2000, a sua população era de 564 habitantes.
Em 2006, foi estimada uma população de 491, um decréscimo de 73 (-12.9%).

## Geografia
De acordo com o United States Census Bureau tem uma área de 3,9 km², dos quais 3,8 km² cobertos por terra e 0,1 km² cobertos por água. Fairchild localiza-se a aproximadamente 328 m acima do nível do mar.

## Localidades na vizinhança
O diagrama seguinte representa as localidades num raio de 28 km ao redor de Fairchild.